# Møn
Møn (ejtsd: Mön)  szigete Dánia délkeleti részén található. Népessége alig haladja meg a 9000-et, területe 218 km². 
2007. január 1-ig önálló község volt Møn község néven, de egy közigazgatási reform során Vordingborg községhez csatolták. Jelenleg a  Sjælland régióhoz tartozik. A sziget Dánia egyik leglátogatottabb látványossága. Nevezetességei a møni sziklák (Møns Klint), a gyönyörű tengerpartja, és az öreg kereskedőváros, Stege.

## Elhelyezkedés

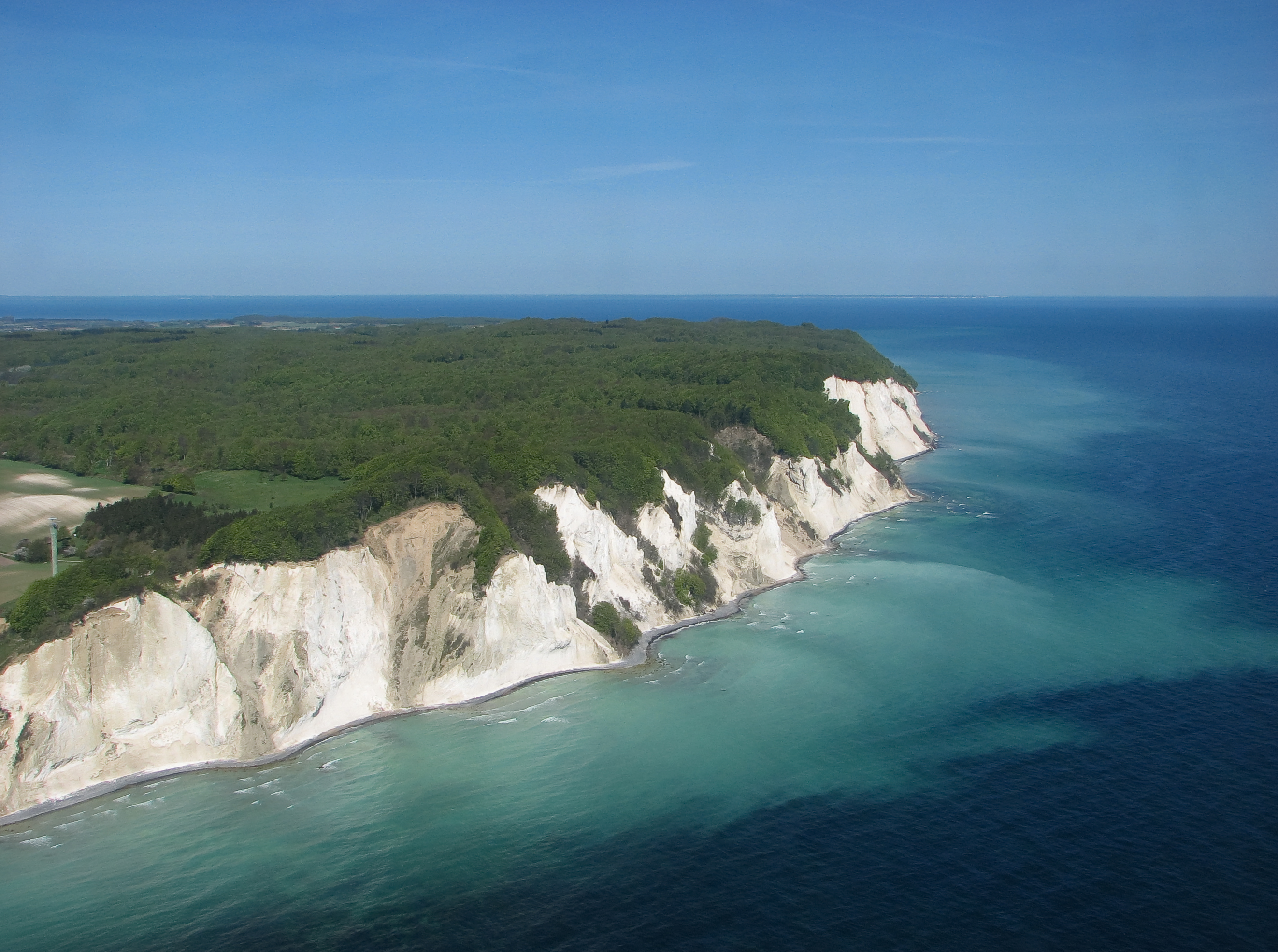
A møni sziklák

Møn Sjælland délkeleti partjánál helyezkedik el, tőle a Hølen-szoros választja el.

 Sjælland partjainál található még Nyord-, Lilleø-, Langø-, Tærø-, Bogø- és Farø-szigete is. Egyik nevezetessége a Kalvehave-kikötő-ben lévő Alexandrine királynő híd, ami összeköti őt Sjællanddel.

## Közlekedés
A sziget hídját 1943. május 30-án nyitották meg a közlekedés számára. A híd 746 méter hosszú. 
A délnyugati részen Møn egy híddal kapcsolódik a 35 km²-es Bogø szigethez, ami közvetlenül kapcsolódik Farø szigetéhez, ami motorutat biztosít Sjælland és Falster között.
Az északnyugati részen Møn Nyord elkülönített szigetével áll összefüggésben.

## Stege városa
Stege a sziget legnagyobb városa, ami a sziget középpontjában áll, a Stege Nor folyónál, ami közvetlenül a tengerbe ömlik. Népessége 4 000 fő, ami a sziget csaknem felét teszi ki. A „Stege vásár” Júliusban minden kedden és augusztusban az első kedden kerül megrendezésre.

## Fordítás
Ez a szócikk részben vagy egészben a Møn című angol Wikipédia-szócikk ezen változatának fordításán alapul.  Az eredeti cikk szerkesztőit annak laptörténete sorolja fel. Ez a jelzés csupán a megfogalmazás eredetét és a szerzői jogokat jelzi, nem szolgál a cikkben szereplő információk forrásmegjelöléseként.